# یواس‌اس آرگوس (۱۸۰۳)
یواس‌اس آرگوس (۱۸۰۳) (به انگلیسی: USS Argus (1803)) یک کشتی آمریکایی که طول آن ۲۸ فوت ۲ اینچ (۸٫۵۹ متر)،  آبخورش ۱۲ فوت ۸ اینچ (۳٫۸۶ متر) و گنجایش ۲۹۹ تن بود. تاریخ آب‌اندازی این کشتی ۱۲ مه ۱۸۰۳ می‌باشد.